# Джон Джъмпър
 Тази статия е за американския химик.  За генерала вижте Джон Джъмпър (генерал).  
Джон Майкъл Джъмпър (на английски: John Michael Jumper) е американски химик и информатик.
Роден е през 1985 година в Литъл Рок, Арканзас. През 2007 година получава бакалавърска степен по физика и математика в Университета „Вандербилт“, през 2010 година защитава магистратура по теоретична физика в Кеймбриджкия университет, а през 2017 година – докторат по теоретична химия в Чикагския университет. След това работи в компанията за машинно самообучение „Гугъл Дийпмайнд“, където ръководи разработването на алгоритъма за предсказване на структурата на протеини AlphaFold.
През 2024 година Джъмпър получава – заедно с Демис Хасабис – половината Нобелова награда за химия „за предсказване на структурата на протеини“.